# 10e régiment de chars
Pour les articles homonymes, voir 10e régiment.
Le 10e régiment de chars (en russe : 10-й танковый полк, abrégé en 10 тп ; traduisible aussi par 10e régiment de tanks), numéro d'unité militaire ?, est une unité blindée des forces terrestres russes. 

## Historique
Le 10e régiment de chars est créé le 10 août 2022. Initialement, l'unité fait partie de la 6e division de fusiliers motorisés du 3e corps d'armée,, avant d'être subordonnée à la 20e division de fusiliers motorisés de la Garde en 2023. Début 2024, le 10e régiment de chars rejoint le 1er corps d'armée.
Lors de sa formation, le régiment comprend le 2e bataillon de chars « Volga » composé de volontaires de l'oblast de Tver, et le bataillon de chars « Kouzma Minine » composé de volontaires de l'oblast de Nijni Novgorod.
Le régiment est engagé dans la bataille d'Avdiïvka. Selon le ministère britannique de la Défense, le régiment a subi de lourdes pertes lors des combats de mars 2023 alors qu'il tentait sans succès d'encercler la ville par le sud. Pour le reste de 2023, le régiment poursuit ses opérations en direction d'Avdiïvka,. À la suite de la bataille, le 10e régiment est félicité par le commandant en chef suprême des forces armées dans un télégramme de félicitations au colonel général Andreï Mordvitchev le 17 février 2024.
Le 10 juin 2024 selon Andreï Belooussov, le 10e régiment de chars occupe Paraskovievka, dans le raïon de Pokrovsk (oblast de Donetsk).